# Rumunia na Zimowych Igrzyskach Olimpijskich Młodzieży 2012
Rumunię na Zimowych Igrzyskach Olimpijskich Młodzieży 2012, które odbywały się w Innsbrucku reprezentowało 22 zawodników.

## Skład reprezentacji Rumunii

### Biathlon
Chłopcy
| Zawodnicy              | Konkurencja    | Bieg    | Bieg       | Miejsce |
| Zawodnicy              | Konkurencja    | Czas    | Strzelanie | Miejsce |
| ---------------------- | -------------- | ------- | ---------- | ------- |
| Marius Petru Ungureanu | Sprint         | 22:30.4 | 2+1        | 37.     |
| Marius Petru Ungureanu | Bieg pościgowy | 33:20.8 | 0+2+2+1    | 23.     |

Dziewczęta
| Zawodniczki        | Konkurencja    | Bieg    | Bieg       | Miejsce |
| Zawodniczki        | Konkurencja    | Czas    | Strzelanie | Miejsce |
| ------------------ | -------------- | ------- | ---------- | ------- |
| Dorottya Buzas     | Sprint         | 22:25.9 | 3+2        | 43.     |
| Dorottya Buzas     | Bieg pościgowy | 38:58.4 | 1+2+3+1    | 44.     |
| Iulia Ioana Țigani | Sprint         | 20:52.2 | 0+2        | 33.     |
| Iulia Ioana Țigani | Bieg pościgowy | 36:56.8 | 2+2+1+2    | 38.     |

### Biegi narciarskie
Chłopcy
| Zawodnik       | Konkurencja   | Kwalifikacje | Kwalifikacje | Ćwierćfinał | Ćwierćfinał | Półfinał      | Półfinał      | Finał         | Finał         |
| Zawodnik       | Konkurencja   | Wynik        | Miejsce      | Wynik       | Miejsce     | Wynik         | Miejsce       | Wynik         | Miejsce       |
| -------------- | ------------- | ------------ | ------------ | ----------- | ----------- | ------------- | ------------- | ------------- | ------------- |
| Daniel Pripici | Sprint        | 1:48.54      | 22. Q        | 1:54.4      | 6.          | Nie awansował | Nie awansował | Nie awansował | Nie awansował |
| Daniel Pripici | Bieg na 10 km |              |              |             |             |               |               | 33:15.4       | 30.           |

Dziewczęta
| Zawodniczka      | Konkurencja  | Kwalifikacje | Kwalifikacje | Ćwierćfinał | Ćwierćfinał | Półfinał       | Półfinał       | Finał          | Finał          |
| Zawodniczka      | Konkurencja  | Wynik        | Miejsce      | Wynik       | Miejsce     | Wynik          | Miejsce        | Wynik          | Miejsce        |
| ---------------- | ------------ | ------------ | ------------ | ----------- | ----------- | -------------- | -------------- | -------------- | -------------- |
| Simona Ungureanu | Sprint       | 2:08.45      | 27. Q        | 2:11.3      | 6.          | Nie awansowała | Nie awansowała | Nie awansowała | Nie awansowała |
| Simona Ungureanu | Bieg na 5 km |              |              |             |             |                |                | 18:52.9        | 35.            |

Sztafeta mieszana z biathlonem
| Zawodnicy                                                                 | Konkurencja                    | Bieg      | Bieg       | Miejsce |
| Zawodnicy                                                                 | Konkurencja                    | Czas      | Strzelanie | Miejsce |
| ------------------------------------------------------------------------- | ------------------------------ | --------- | ---------- | ------- |
| Iulia Ioana Țigani Simona Ungureanu Marius Petru Ungureanu Daniel Pripici | Sztafeta mieszana z biathlonem | 1:14:33.5 | 2+10       | 21.     |

### Bobsleje
Dziewczęta
| Zawodniczki                          | Konkurencja | Wyniki  | Wyniki  | Wyniki  | Wyniki  |
| Zawodniczki                          | Konkurencja | Zjazd 1 | Zjazd 2 | Łącznie | Miejsce |
| ------------------------------------ | ----------- | ------- | ------- | ------- | ------- |
| Ana Andreea Constantin Andreea Grecu | Dwójki      | 56.42   | 56.52   | 1:52.94 | 6.      |

### Hokej na lodzie
Chłopcy
| Zawodnik           | Konkurencja                         | Kwalifikacje | Kwalifikacje | Wielki finał  | Wielki finał  |
| Zawodnik           | Konkurencja                         | Punkty       | Miejsce      | Punkty        | Miejsce       |
| ------------------ | ----------------------------------- | ------------ | ------------ | ------------- | ------------- |
| Mihai Andrei Sotir | Konkurs umiejętności indywidualnych | 6            | 13.          | Nie awansował | Nie awansował |

Dziewczęta
| Zawodniczka | Konkurencja                         | Kwalifikacje | Kwalifikacje | Wielki finał   | Wielki finał   |
| Zawodniczka | Konkurencja                         | Punkty       | Miejsce      | Punkty         | Miejsce        |
| ----------- | ----------------------------------- | ------------ | ------------ | -------------- | -------------- |
| Noemi Ballo | Konkurs umiejętności indywidualnych | 0            | 14.          | Nie awansowała | Nie awansowała |

### Łyżwiarstwo szybkie
Chłopcy
| Zawodnicy              | Konkurencje | Wyścig 1 | Wyścig 2 | Razem              | Miejsce            |
| ---------------------- | ----------- | -------- | -------- | ------------------ | ------------------ |
| Cristian Adrian Mocanu | 500 m       | 40.50    | 40.22    | 80.72              | 10.                |
| Cristian Adrian Mocanu | Bieg masowy |          |          | Przejechał 10 okr. | Przejechał 10 okr. |

Dziewczęta
| Zawodniczki           | Konkurencje | Wyścig 1 | Wyścig 2 | Razem           | Miejsce         |
| --------------------- | ----------- | -------- | -------- | --------------- | --------------- |
| Bianca Lorena Stănică | 500 m       | 45.97    | 45.63    | 91.60           | 12.             |
| Bianca Lorena Stănică | Bieg masowy |          |          | 6:26.07         | 18.             |
| Alina Bianca Dănescu  | 1500 m      |          |          | 2:23.40         | 15.             |
| Alina Bianca Dănescu  | 3000 m      |          |          | Dyskwalifikacja | Dyskwalifikacja |
| Alina Bianca Dănescu  | Bieg masowy |          |          | 6:09.66         | 12.             |

### Narciarstwo alpejskie
Chłopcy
| Zawodnicy           | Konkurencja     | Wyniki  | Wyniki  | Wyniki  | Wyniki  |
| Zawodnicy           | Konkurencja     | Runda 1 | Runda 2 | Razem   | Miejsce |
| ------------------- | --------------- | ------- | ------- | ------- | ------- |
| Mihai Andrei Cențiu | Slalom          | 46.61   | 46.82   | 1:33.43 | 27.     |
| Mihai Andrei Cențiu | Slalom gigant   | 1:02.69 | 58.39   | 2:01.08 | 23.     |
| Mihai Andrei Cențiu | Supergigant     |         |         | 1:09.42 | 30.     |
| Mihai Andrei Cențiu | Superkombinacja | 1:08.17 | 43.89   | 1:52.06 | 25.     |

### Saneczkarstwo
Chłopcy
| Zawodnicy                            | Konkurencja | Finał   | Finał   | Finał    | Finał   |
| Zawodnicy                            | Konkurencja | Ślizg 1 | Ślizg 2 | Razem    | Miejsce |
| ------------------------------------ | ----------- | ------- | ------- | -------- | ------- |
| Daniel Vlăduț Popa                   | Jedynki     | 41.714  | 40.894  | 1:22.608 | 23.     |
| Cosmin Eugen Atodiresei Ștefan Musei | Dwójki      | 43.513  | 43.589  | 1:27.102 | 8.      |

Dziewczęta
| Zawodniczka                | Konkurencja | Ślizg 1 | Ślizg 2 | Łącznie  | Miejsce |
| -------------------------- | ----------- | ------- | ------- | -------- | ------- |
| Elena Denisa Poștoacă      | Jedynki     | 41.125  | 41.325  | 1:22.450 | 16.     |
| Anamaria Loredana Șovăială | Jedynki     | 41.233  | 41.134  | 1:22.367 | 15.     |

Drużynowo
| Zawodnik                                                                           | Konkurencja      | Finał   | Finał   | Finał   | Finał    | Finał   |
| Zawodnik                                                                           | Konkurencja      | Ślizg 1 | Ślizg 2 | Ślizg 3 | Razem    | Miejsce |
| ---------------------------------------------------------------------------------- | ---------------- | ------- | ------- | ------- | -------- | ------- |
| Anamaria Loredana Șovăială Daniel Vlăduț Popa Cosmin Eugen Atodiresei Ștefan Musei | Zawody drużynowe | 45.821  | 49.340  | 48.150  | 2:23.311 | 11.     |

### Skeleton
Chłopcy
| Zawodnik                | Konkurencja | Finał   | Finał   | Finał   | Finał   |
| Zawodnik                | Konkurencja | Ślizg 1 | Ślizg 2 | Łącznie | miejsce |
| ----------------------- | ----------- | ------- | ------- | ------- | ------- |
| Cosmin Marius Chioibașu | Ślizg       | 57.97   | 57.89   | 1:55.86 | 4.      |

Dziewczęta
| Zawodniczka           | Konkurencja | Finał   | Finał   | Finał   | Finał   |
| Zawodniczka           | Konkurencja | Ślizg 1 | Ślizg 2 | Łącznie | Miejsce |
| --------------------- | ----------- | ------- | ------- | ------- | ------- |
| Ramona Gabriela Arcoș | Ślizg       | CAN     | 1:01.23 | 1:01.23 | 10.     |
| Andreea Chiosa        | Ślizg       | CAN     | 1:01.65 | 1:01.65 | 12.     |

### Skoki narciarskie
Chłopcy
| Zawodnik             | Konkurencja   | Runda 1   | Runda 1 | Runda 2   | Runda 2 | Razem  | Razem   |
| Zawodnik             | Konkurencja   | Odległość | Punkty  | Odległość | Punkty  | Punkty | Miejsce |
| -------------------- | ------------- | --------- | ------- | --------- | ------- | ------ | ------- |
| Robert Valentin Tatu | Indywidualnie | 62.5m     | 95.8    | 62.0m     | 92.1    | 187.9  | 17.     |